# Here For You
「Here For You」(ヒアー・フォー・ユー)は、小柳ゆきが『小柳ゆき×ピーボ・ブライソン』名義でリリースしたシングル。2014年9月10日発売。発売元はUniversal Music。

## 解説
シングルとしては、「One in a million/return to you」より約1年振りのリリース。
「Here For You」は、ピーボ・ブライソンとのデュエットソングとなっており、レコーディングは2014年2月下旬にアメリカ合衆国アトランタにある『サイレント・サウンド・スタジオ』にて行われた。

## 収録曲
1. Here For You
作詞：Shion Kanata/作曲：Shion Kanata・Morry Stearns
BS TBS『こころ ふれあい紀行 ～音と匠の旅～』テーマ曲
2. ドリーマー
作詞：小柳ゆき/作曲：笹本安詞
3. Here For You（backing track）
4. ドリーマー（backing track）

## 収録アルバム
Here For You
- 『The Best of Yuki Koyanagi 2015 Here For You 〜Universal Selection〜』

ドリーマー
- 『The Best of Yuki Koyanagi 2015 Here For You 〜Universal Selection〜』